# 羅伯塔 (喬治亞州)
羅伯塔（英語：Roberta）是一個位於美國喬治亞州克勞福德縣的城市。

## 地理
羅伯塔的座標為32°43′17″N 84°00′45″W / 32.72139°N 84.01250°W，而該地的平均海拔高度為154米（即505英尺）。

## 人口
根據2010年美國人口普查的數據，羅伯塔的面積為3.90平方千米，當中陸地面積為3.86平方千米，而水域面積為0.04平方千米。當地共有人口1007人，而人口密度為每平方千米258人。